# Hans von Hellmann
Pour les articles homonymes, voir Hellmann.
Hans von Hellmann, jusqu'en 1882 : Hans Hellmann, (né le 8 septembre 1857 à Breslau et mort le 24 juin 1917 à Allenstein) est un président de district prussien et député du Reichstag.

## Biographie
Hellmann étudie au lycée Sainte-Marie-Madeleine de Breslau. Après avoir obtenu son diplôme d'études secondaires, il étudie le droit de 1875 à 1878 à l'Université Frédéric-Guillaume de Silésie, à l'Université Robert-Charles de Heidelberg et à l'Université rhénane Frédéric-Guillaume de Bonn. En 1877, il est nommé au Corps Palatia Bonn. Il devient stagiaire judiciaire en 1879, stagiaire du gouvernement en 1881 et évaluateur du gouvernement en 1885. En tant que tel, il travaille pour le district d'Oppeln et au département de police de Posen en tant que représentant du chef de la police et à la haut présidence de Posnanie. En tant que membre du parti du Reich allemand, il siège au Reichstag dans la 6e circonscription du district de Posen (Fraustadt) de 1890 à 1893. Entre octobre 1887 et 1897, il dirige le bureau de l'arrondissement de Lissa nouvellement créé. En 1897, il devient chef de la police de Posen. De 1908 jusqu'à sa mort dans la soixantaine. Il est président du district d'Allenstein.